# Les Dames de la Ferrière
Les Dames de la Ferrière est un roman de Christian Signol publié en 2006.

## Résumé
Fabien meurt en 1910. En 1914 Grégoire, 2e fils de Pierre, 12 ans, travaille à la forge puis Antoine, 10 ans, aussi. Aurélien, 18 ans, est mobilisé et tué. En 1919 Grégoire annonce son mariage avec Laurine, de la métairie de la Ferrière mais elle disparaît. Il part à l'armée vers 1921 et Antoine en 1922 pour revenir en 1924. Pierre devient invalide, Grégoire reprend la forge. Pierre meurt, Antoine hérite du domaine et épouse Sabrina, sœur de Laurine, en 1925 qui a François en 1929 et Baptiste vers 1932. Grégoire, endetté, disparaît. Antoine ferme la forge et vend des biens. Antoine est mobilisé en 1939 et rentre en 1940. Sabrina a Fabien en 1941. Laurine vient à Grandval. Antoine la cache avec son mari, Simon, juif. Ils sont arrêtés en 1943 puis déportés. Grégoire est tué. Antoine relance la forge en 1946. François s'engage en 1947 et part en Indochine en 1950. Antoine retrouve Laurine, veuve, à Bordeaux, qui a Louise, 6 ans, de Grégoire, que des amis ont élevée. Elle s'installe à Grandval vers 1951.